# Lactobacillus casei
Lactobacillus càsei è una specie di batterio appartenente alla famiglia delle Lactobacillaceae, un probiotico presente nel microbiota umano.
Producendo acido lattico, può aiutare nella propagazione e nello sviluppo di batteri definiti "benefici". Questa specie particolare di lattobacillo è in grado di sopravvivere a condizioni di temperatura e pH molto vari, e completa la crescita del L. acidophilus, il quale produce l'enzima amilasi (un enzima della digestione dei glucidi). Questo probiotico ha effetti benefici sulla digestione e la capacità di ridurre l'intolleranza al lattosio e la costipazione. 
L'applicazione più comune del L. casei è industriale, in particolare per la produzione lattiero-casearia. Tuttavia, un'équipe di scienziati dell'Università Simón Bolívar a Caracas, in Venezuela ha concluso che, usando il Lactobacillus casei nella fermentazione naturale dei legumi, questi contengono quantità molto inferiori dei composti che causano flatulenza sulla digestione.
Il Lactobacillus casei è generalmente la specie utilizzata contro i batteri lattici (NSLAB) presenti nella raffinazione del formaggio Cheddar e, più recentemente, la sequenza completa del genoma del L. casei ATCC 334 è stato ritrascritto. Il L. casei è anche la specie più usata per la fermentazione naturale delle olive verdi siciliane. 
Una bevanda commerciale contenente un ceppo di L. casei Shirota sarebbe in grado di inibire la crescita dell'H. pylori in provetta. Ma, laddove la medesima bevanda è consumata dall'uomo, la presenza di H. pylori non si abbassa che leggermente e la tendenza non è statisticamente significativa. Alcuni L. casei sono considerati come probiotici e possono essere efficaci nella lotta contro malattie gastro-intestinali di origine batterica. Secondo l'Organizzazione Mondiale della Sanità, queste proprietà devono essere dimostrate su ciascun ceppo specificamente, con studi clinici per essere validate. 
Tra i meglio documentati, i probiotici L. casei, L. casei DN-114 001, e L. casei Shirota sono stati particolarmente studiati e sono disponibili in molti alimenti (tra cui Actimel, Yakult, ecc.). 
In questi ultimi anni sono stati condotti numerosi studi sulla decolorazione delle tinture azoiche ad opera di batteri lattici come il L. casei TISTR 1500, L. paracasei, Oenococcus oeni. Mediante l'attività dell'azobenzene reduttasi, i legami mono- e di- azoici sono completamente degradati e generano altri composti aromatici intermedi.

## Lactobacillus caseiDN-114001
Il principale argomento della pubblicità del prodotto Actimel è la presenza tra i suoi ingredienti del Lactobacillus casei DN-114001 (chiamato L. casei defensis), che viene giudicato in grado di «rinforzare le difese naturali», in una concentrazione di circa 10 miliardi di cellule in 100 ml, oltre ai batteri normalmente presenti negli yogurt (L. delbrueckii subsp. bulgaricus e Streptococcus thermophilus). Queste proprietà mediche sono state oggetto di una class action nel gennaio 2008 negli Stati Uniti. I consumatori americani promotori della causa tendevano a dimostrare che «le virtù sanitarie avanzate [...] non sono state provate». Danone ha optato per una soluzione amichevole proponendo 35 milioni di dollari di indennizzo ai ricorrenti ed ha egualmente deciso di modificare la confezione del prodotto per farne scomparire la parola «immunità».